# Oechalia hirtipes
Oechalia hirtipes är en insektsart som beskrevs av Van Duzee 1936. Oechalia hirtipes ingår i släktet Oechalia och familjen bärfisar. Inga underarter finns listade i Catalogue of Life.